# Gut Posteholz

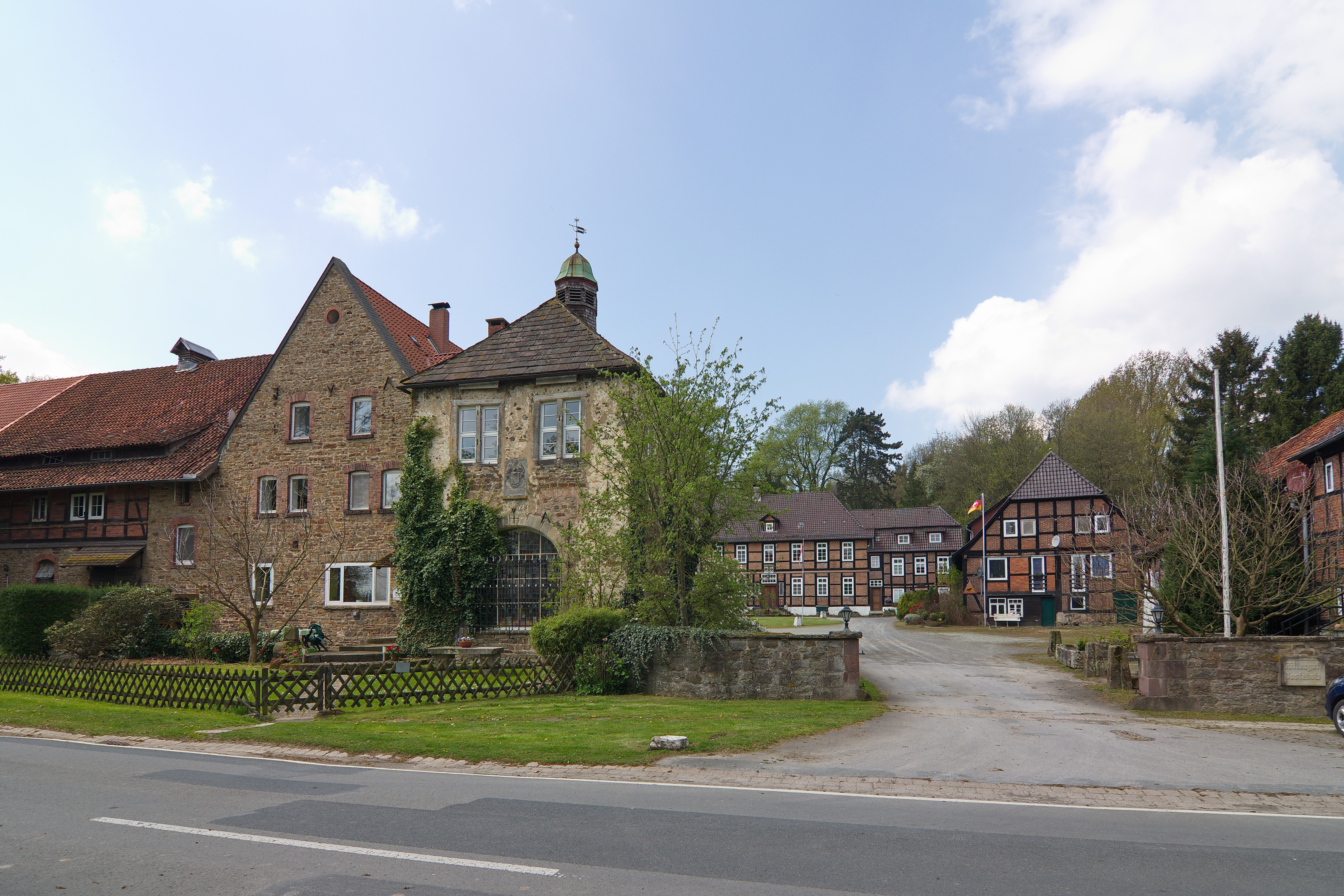
Rittergut Posteholz

Posteholz ist ein Rittergut und Ortsteil von Aerzen. Der kleine Ort Posteholz liegt oberhalb des Rittergutes.

## Geschichte
Bauherr des Gutes war der lippische Geheime Rat Arnold Ludwig von Post, der nach dem Verzicht des Obristen Hermann Lothar von Post 1661 damit belehnt wurde. Infolge Holzraubbaues hatte Hannover 1678 die Anordnung erlassen, auf Holzzäune zu verzichten, so dass ein aufwändiger Steinplattenzaun errichtet wurde. Nach dem Aussterben des Familienzweiges auf Posteholz (Ludwig Dietrich von Post, 1762–1764) wechselte das Anwesen mehrfach den Besitzer. 1776 ließ Jobst Gabriel von Wülfingen das heutige Herrenhaus errichten und den Garten anlegen.
Für zwei Generationen bewohnten es die Münchhausen (Karl von Münchhausen, † 21. November 1841 in Hameln), von denen es 1888 der Reeder und Kapitän Julius von Alten (⚭ 1860 Auguste Caroline Reischauer aus Hannover (1830–1883); ⚭ 1885 Jenny Wilhelmine Frieda von Göben aus Stade) erwarb. Er ließ die Grachten zuschütten. Sein Sohn Siegfried, der es 1906 übernahm, ließ eine Landstraße anlegen. 1943 erbte Baron Siegfried Hanach von Alten († 2004) das Rittergut.